# Michel Théato
Michel Johann Théato (22 de março de 1878 – 2 de abril de 1923) foi um atleta luxemburguês, vencedor da maratona dos Jogos Olímpicos de Paris em 1900, representando a França.
Pouco se sabe da vida de Théato, que antes dos Jogos trabalhava como entregador de padaria em Paris. Ele venceu a maratona da competição, na época ainda corrida na distância de 40 km, em pouco menos de três horas, disputada sob forte calor. 
Numa olimpíada ainda caracterizada por alto grau de desorganização e amadorismo, sua vitória, entretanto, foi contestada por vários competidores, que afirmavam que ele teria cortado caminho por atalhos no percurso, que conhecia melhor que os demais por ser morador de Paris e por seu trabalho como entregador de pães pelas ruas da cidade. Apenas anos depois sua vitória foi confirmada pelo Comitê Olímpico Internacional.

## Nacionalidade
Por muitos anos se supôs que Théato fosse realmente francês, mas no fim do século XX pesquisas confirmaram que de fato ele era natural e cidadão do Luxemburgo, o que o tornaria o primeiro atleta desse pequeno país a ganhar uma medalha de ouro em Jogos Olímpicos. Entretanto, a medalha de ouro da prova de 1900 é mantida pelo COI como sendo da França, o que deixa Luxemburgo com o seu até hoje solitário ouro de Josy Barthel, nos 1 500 metros dos Jogos Olímpicos de Londres em 1948.